# Всесвітній день пошти
Всесвітній день пошти (офіційними мовами ООН: англ. World Post Day, ісп. Día mundial del correo, фр. Journée mondiale de la poste, рос. Всемирный день почты) — одне зі щорічних міжнародних свят, встановлене  Всесвітнім поштовим союзом (ВПС) у 1969 році.
Відзначається щорічно 9 жовтня. Всесвітній день пошти включений до переліку Міжнародних днів Організації Об'єднаних Націй з метою сприяти популяризації й розвитку поштового обслуговування у світі, підвищення рівня обізнаності про щоденну роль пошти для людей та бізнесу.

## Історія заснування та проведення
У 1939 році на Всесвітньому поштовому конгресі в Буенос-Айресі було запропоновано щорічно святкувати 9 жовтня як «День Всесвітнього поштового союзу», оскільки в цей день в 1874 році був заснований Всесвітній поштовий союз. Аналогічне рішення було прийнято на XVI Конгресі Всесвітнього поштового союзу в Токіо (Японія) в 1969 році. Як міжнародне свято, День Всесвітнього поштового союзу був вперше відзначений в 1970 році. На Конгресі Всесвітнього поштового союзу в Гамбурзі в 1984 році назва «День Всесвітнього поштового союзу» була змінена на «Всесвітній день пошти».
Генеральний директор ВПС Бішар Хусейн (Bishar A. Hussein) у своєму посланні — 2017 до цього Дня зазначив, що «Поштові служби мають переосмислити свою роботу, залучати цифрові технології, переглянути свої цінності й розробляти нові продукти та послуги. Вони також потребують політичної підтримки та інвестицій, відповідної нормативної бази для своєї діяльності», наголосивши, що, виконуючи свою місію, ВПС обрав головним для святкування всесвітнього дня пошти — 2017 відзначення країн з найвищим рейтингом в Інтегрованому індексі розвитку поштового зв'язку (англ. Integrated Index for Postal Development). Рейтинг має стати інструментом покращення якості поштового зв'язку. У Рейтингу визначено кращі країни — Швейцарія, Франція та Японія та регіональні чемпіони (Бразилія, Маврикій, Польща, Сінгапур та Об'єднані Арабські Емірати), які відзначаються видатними результатами.

## Міжнародний конкурс листів молоді
У Всесвітній день пошти відзначаються переможці щорічного Міжнародного конкурсу листів молоді (англ. International Letter-Writing Competition for Young People), який проводиться для молодих людей світу, віком до 15 років з 1971 року за певною темою. Країна — член ВПС організовує конкурси на національному рівні за підтримки своєї національної пошти. Вибирається національний переможець, лист якого направляється на міжнародний турнір, який проводить ВПС. Міжнародне журі, обране Міжнародним бюро ВПС, розглядає листи та вибирає переможців.
Темою, обраною на 2016 рік, була: «Напишіть лист самому собі — 45-річному». У 45-му Міжнародному конкурсі письма молоді взяли участь майже 1 млн учасників з 64 країн світу. Перше місце зайняв 15-річний Нгуєн Тхі Чу Транг (Nguyen Thi Thu Trang) з В'єтнаму, зазначивши трагедію світу, де не всі діти мають можливість досягти свого 45-річчя.
Тема, обрана для конкурсу 2017 року: «Уявивши, що ви радник нового Генерального секретаря ООН, визначте головну сучасну проблему світу та порадьте йому, як її вирішити».